# Gonzalo María Quintero
Gonzalo María Quintero Saravia (Lima, 6 de diciembre de 1964) es un diplomático español. Fue embajador de España en Pakistán (2008)

## Biografía
Doctor en Derecho y licenciado en Geografía e Historia, ingresó en 1992 en la carrera diplomática. Fue consejero técnico en la Secretaría y Oficina del presidente del Gobierno, consejero en la Embajada de España en Bogotá y en la representación permanente de España ante las Naciones Unidas. De 2006 a 2008 fue subdirector general de Viajes y Visitas Oficiales, Ceremonial y Órdenes.